# تشاكارون ماكارون
«تشاكارون ماكارون» (Chacarron Macarron وتعرف اختصارا «تشاكارون») هي أغنية للفنانين البنميين رودني كلارك (المعروف ب'إل تشومبو') وآندي دي لا كروز (المعروف أيضا باسم 'آندي فال غورميه').
ظهرت أغنية شبيهة اسمها أيضا «تشاكارون ماكارون» في ألبوم ياهاري لاس بلوس بايلابليس دي... ياهاري.
تستخدم هذه الأغنية من قبل بعض لاعبي البيسبول مثل خوسيه رييس وآندي مارتي وميغيل مونتيرو وإلفيس أندرس.
كما ظهرت الأغنية أيضا في الاسطوانة المخلوطة لعام 2006 تجميع الآن هذا ما أسميه الموسيقى! 65. وصلت الأغنية إلى أعلى 20 في الأغاني المملكة المتحدة في ديسمبر 2006.